# روابط اسرائیل و سوریه
روابط اسرائیل و سوریه به روابط دو جانبه بین اسرائیل و سوریه دارد. این دو کشور از زمان تأسیس کشور اسرائیل در حالت جنگ بوده‌اند. این کشورها سه جنگ بزرگ انجام داده‌اند که عبارتند از جنگ اسرائیل ۱۹۴۸ عربی در ۱۹۴۸، جنگ شش روزه در ۱۹۶۷ و جنگ یوم کیپور در ۱۹۷۳ و بعداً در جنگ داخلی لبنان و جنگ لبنان ۱۹۸۲ و همچنین جنگ فرسایش‌زا شرکت داشتند. در زمان‌های دیگر توافقنامه‌های ترک مخاصمه داشته‌است. هر از چندگاهی تلاش‌هایی برای دستیابی به صلح بین کشورهای همسایه انجام شده‌است اما هرگز نتیجه ای حاصل نشده‌است. سوریه هرگز دولت اسرائیل را به رسمیت نشناخته و گذرنامه‌های اسرائیلی را برای ورود به سوریه نمی‌پذیرد. اسرائیل همچنین سوریه را به عنوان یک کشور دشمن در نظر گرفته‌است و به‌طور کلی شهروندان خود را از رفتن به آنجا منع می‌کند. از زمان ایجاد هر دو کشور در اواسط سده بیستم روابط دیپلماتیک بین دو کشور وجود نداشته‌است.
هیچ ارتباط اقتصادی و فرهنگی بین دو کشور وجود نداشته‌است. سوریه همچنان به عنوان یک شرکت فعال در تحریم اعراب از اسرائیل حضور دارد. هر دو کشور تجارت محدودی از سیب را برای روستاهای جولان دروز، واقع در هر دو طرف خط آتش‌بس، مجاز می‌دانند و سوریه به عنوان بخشی از توافق‌نامه ۱۰ درصد از آب شهر مجدال شمس نزدیک به مرز سوریه در اسرائیل را تأمین می‌کند که از دهه ۱۹۸۰ تا کنون ادامه داشته‌است. در زمان جنگ داخلی سوریه که از سال ۲۰۱۱ آغاز شده و ادامه دارد، وضعیت صلح در خط آتش‌بس تیره و تار شده‌است.

## تاریخ

### ۱۹۴۸–۱۹۷۵

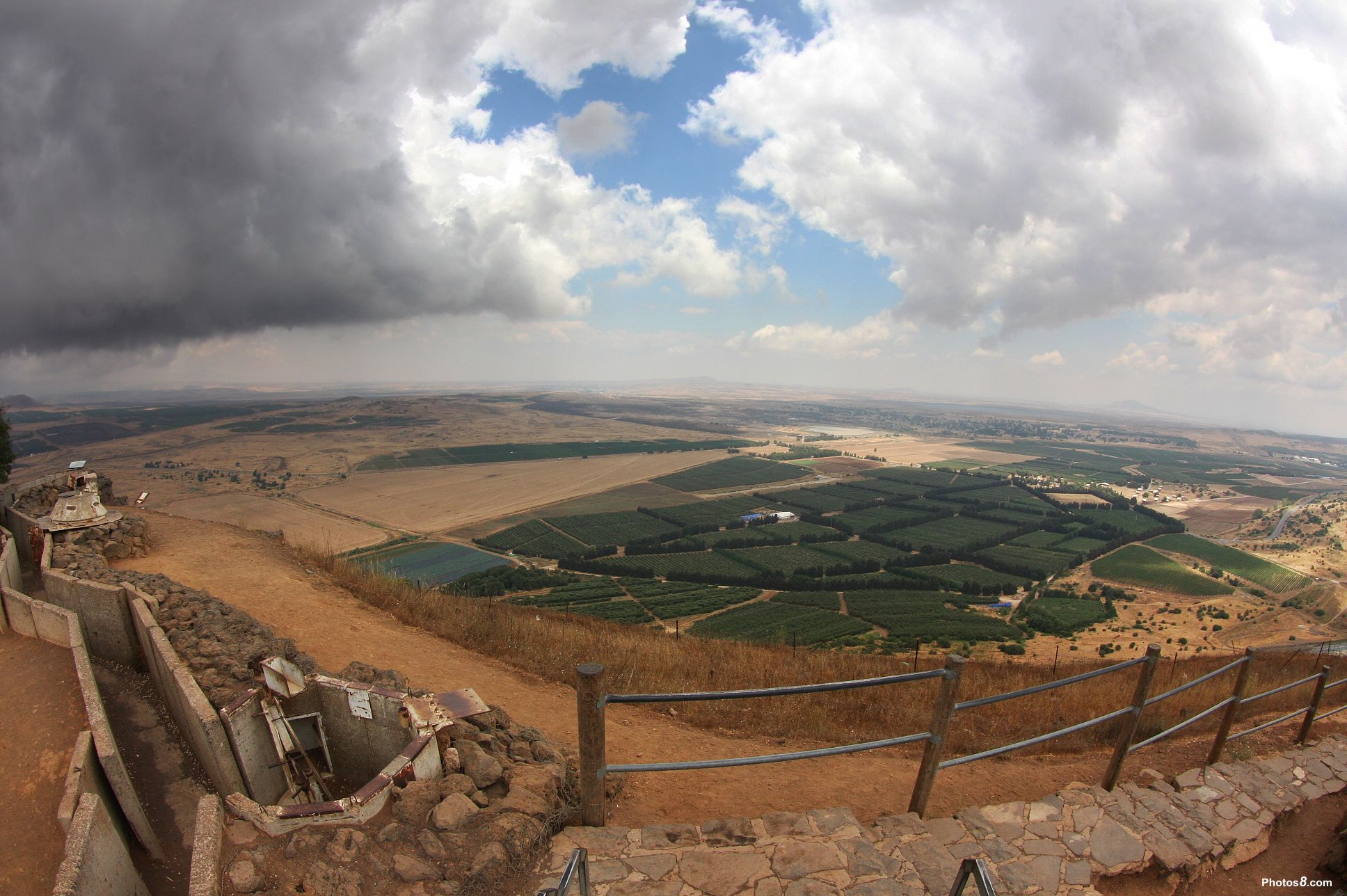
خط آتش‌بس

از زمان توافقنامه‌های آتش‌بس ۱۹۴۹، روابط اسرائیل و سوریه با دوره‌های خصمانه مشخص می‌شود. گفتگوهای آتش‌بس، گاهی از طریق واسطه‌ها؛ و توافقنامه‌های برکناری، مانند توافقنامه انفصال اسرائیل و سوریه در سال ۱۹۷۴ همچنان انجام شده‌اند.
پیش از جنگ شش روزه ۱۹۶۷، درگیری‌های متناوب با محوریت مناطق غیرنظامی، مسائل مربوط به آب و گلوله‌باران و نفوذ از بلندی‌های جولان بود. از زمان جنگ، محور مذاکرات میان دو کشور "سرزمین صلح" بوده‌است، به ویژه شامل خواسته اسرائیل برای بازگرداندن بلندی‌های جولان به سوریه همراه با به رسمیت شناختن سوریه از اسرائیل و ایجاد روابط صلح آمیز با آن است، همان‌طور که در قطعنامه ۲۴۲ شورای امنیت سازمان ملل متحد آمده‌است. با این وجود، در مذاکرات سوریه و اسرائیل با واسطه آمریکا طی دهه ۱۹۹۰، سوریه خواستار عقب‌نشینی آینده اسرائیل به "خطوط ۴ ژوئن ۱۹۶۷"، یعنی در غرب مرز سابق فرمان انگلیس با سوریه بود. سوریه در جنگ یوم کیپور تلاش کرد تا بلندی‌های جولان را از اسرائیل بازیابی کند، اما ناموفق بود، در حالی که متعهد شد نیروهای مسلح خود را بیشتر در شرق در مقایسه با مواضع ۱۹۶۷–۱۹۷۳ خود قرار دهد و در توافقنامه جدا شدن از جنگ ۱۹۷۴، بخشی از آن را بازیابی کرد.

### در طول جنگ داخلی لبنان
در سال ۱۹۸۲، اسرائیل برای بیرون راندن ساف ، به لبنان حمله کرد. سوریه نیروهای زمینی و هوایی را برای کمک به لبنانی‌ها فرستاد اما اسرائیلی‌ها عمدتاً آنها را نابود کردند. سوریه به پشتیبانی از شبه نظامیان لبنانی ادامه داد و این امر منجر به عقب‌نشینی اسرائیل در سال ۲۰۰۰ شد.

### تلاش‌های صلح دهه ۱۹۹۰
اولین گفتگوی عمومی سطح بالا با هدف حل دائمی منازعات بین اسرائیل و سوریه در کنفرانس چند جانبه مادرید در سال ۱۹۹۱ و پس از آن برگزار شد. در طول دهه ۱۹۹۰ چندین دولت اسرائیل با رئیس‌جمهور سوریه حافظ اسد مذاکره کردند. در حالی که پیشرفت جدی صورت گرفت، آنها موفق نبودند.

### اتحاد سوریه با ایران: ۲۰۰۶ تا کنون
در طول جنگ ۲۰۰۶ لبنان، سوریه تهدید کرد که از طرف حزب‌الله وارد جنگ خواهد شد، از حزب‌الله پشتیبانی می‌کند و به ایران اجازه می‌دهد تا از طریق خاک خود تجهیزات مورد نیاز حزب‌الله را حمل کند. بعدها، ترکیه مذاکرات صلح بین دو کشور را ترتیب داد، اما سوریه بعداً در پاسخ به جنگ غزه عقب‌نشینی کرد.
در سپتامبر ۲۰۰۷ عملیات باغ میوه توسط نیروی هوایی اسرائیل تأسیساتی را که اسرائیل ادعا می‌کرد یک نیروگاه هسته ای در منطقه دیرالزور است، نابود کرد.
در سال ۲۰۱۰، بشار اسد، رئیس‌جمهور سوریه، اسرائیل را به پرهیز از صلح متهم کرد و ولید معلم، وزیر امور خارجه سوریه هشدار داد که در صورت جنگ در آینده، شهرهای اسرائیل هدف موشک‌های سوریه قرار می‌گیرند. آویگدور لیبرمن وزیر خارجه اسرائیل در پاسخ گفت ارتش سوریه در جنگ با اسرائیل شکست خواهد خورد و اسد و خانواده اش مجبور به حذف از قدرت می‌شوند. لیبرمن همچنین به سوریه توصیه کرد که تقاضای ارتفاعات جولان را کنار بگذارد. به مدت چندین ماه در سال ۲۰۱۰ بنیامین نتانیاهو نخست‌وزیر اسرائیل درگیر گفتگوهای پنهانی با میانجیگری آمریکا با سوریه شد.

### در طول جنگ داخلی سوریه: ۲۰۱۱ تاکنون
در طولجنگ داخلی سوریه چندین حادثه در خط آتش‌بس اسرائیل و سوریه رخ داده‌است و وضعیت صلح بین دو کشور را متشنج کرده‌است. این حوادث از زمان درگیری‌های استان قنیطره از سال ۲۰۱۲ و بعداً حوادث بین ارتش سوریه و شورشیان در منطقه تحت کنترل سوریه از جولان و منطقه خنثی جولان و درگیری حزب‌الله در جنگ داخلی سوریه در نظر گرفته شده‌است. در دوران حوادث، که در اواخر سال ۲۰۱۲ آغاز شد، تا اواسط سال ۲۰۱۴، یک غیرنظامی اسرائیلی کشته و حداقل ۴ سرباز زخمی شدند. در طرف تحت کنترل سوریه، تخمین زده می‌شود که حداقل ده سرباز و همچنین دو شبه نظامی ناشناس کشته شده‌اند که قصد نفوذ به مناطق تحت اشغال اسرائیل در بلندی‌های جولان را داشتند.
در ۱۱ مه ۲۰۱۸، اسرائیل از سوریه درخواست کرد که سطح حضور نظامی ایران در این کشور را کاهش دهد، وزیر دفاع آویگدور لیبرمن اظهار داشت: "ایرانیان، قاسم سلیمانی و نیروهای قدس را از کشور خود بیرون کنید! آنها به نفع شما عمل نمی‌کنند، بلکه فقط به شما آسیب می‌رسانند. حضور کامل آنها فقط مشکلات و ویرانی به همراه دارد. "
در ۱۰ ژوئیه ۲۰۱۸، لیبرمن ایجاد «نوعی رابطه» با سوریه در زمان اسد را رد نکرد.
در ۱۱ ژوئیه ۲۰۱۸، نتانیاهو اظهار داشت که اسرائیل به دنبال اقدام علیه اسد نیست، اما از روسیه خواست که خروج نیروهای ایرانی از سوریه را تسهیل کند.

## روابط اقتصادی

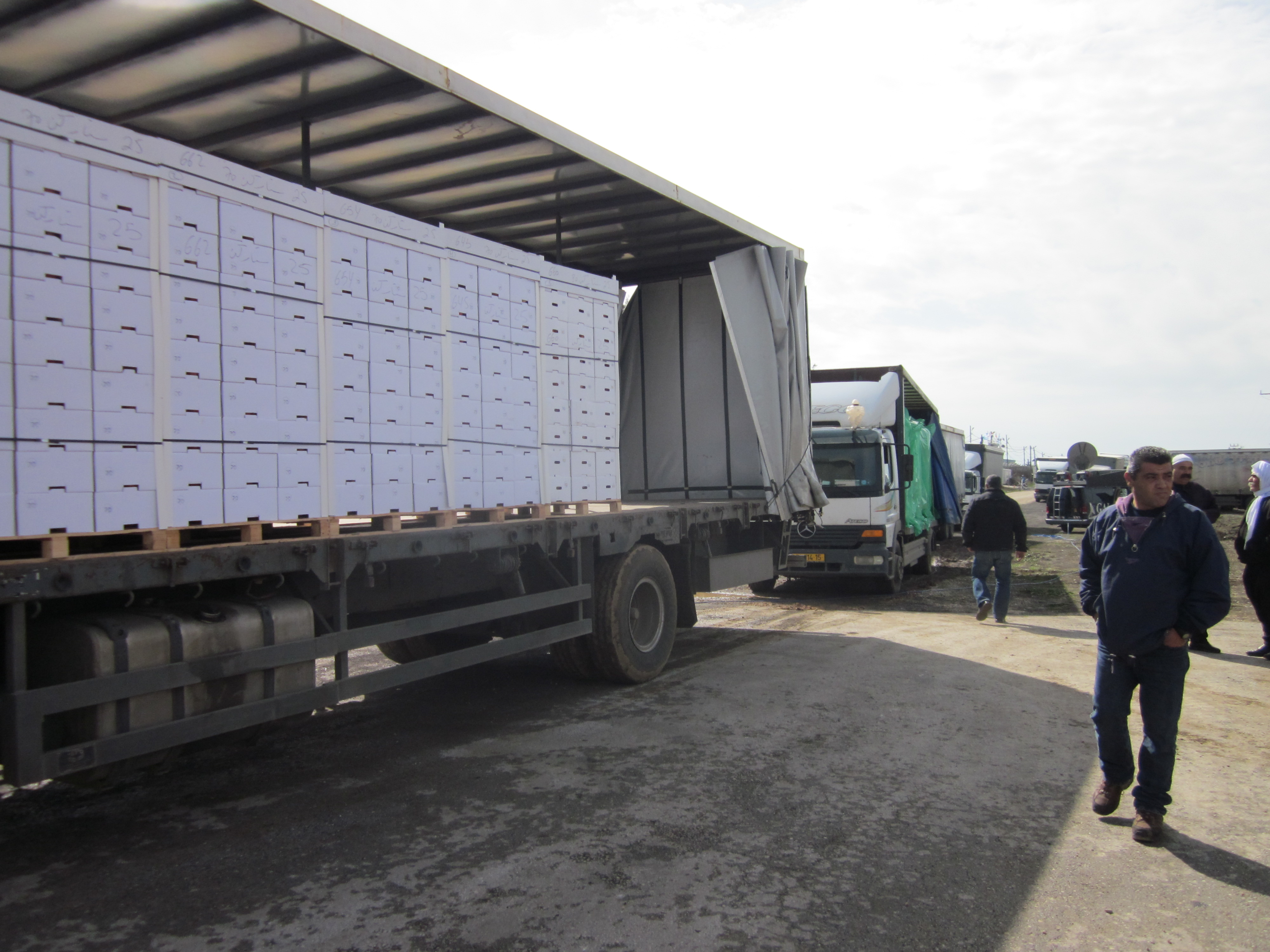
صادرات سیب به سوریه در گذرگاه قنیطره، فوریه ۲۰۱۱

از زمان ایجاد کشور اسرائیل و جابجایی محدود مردم از مرزها، هیچ روابط اقتصادی بین دو کشور وجود نداشته‌است. سوریه همچنان به عنوان یک شرکت فعال در تحریم اسرائیل توسط اعراب حضور دارد.
به عنوان یک استثنا، از سال ۲۰۰۴ سوریه سیب های بلندی‌های جولان تحت اشغال اسرائیل را از طریق گذرگاه قنیطره پذیرفته‌است. در سال ۲۰۱۰، سوریه حدود ۱۰ هزار تن سیب را که توسط کشاورزان دروزی در بلندی‌های جولان رشد کرده بود، پذیرفت. وزیر اسرائیلی ایوب قرا خواستار توافق با سوریه در مورد تأمین آب شهرهای بلندی‌های جولان شد. امروزه، ۱۰ درصد آب در شهر دروز مجدل شمس از چشمه عین التوفه از طریق سوریه تأمین می‌شود. این قرارداد ۲۵ سال است که برقرار است.